# Uroobovella jerzyi
Uroobovella jerzyi es una especie de arácnido del orden Mesostigmata de la familia Urodinychidae.

## Distribución geográfica
Se encuentra en Suiza.